# مارتین والدسیمولر

نقشهٔ منتشر شده والدسی مولر در سال ۱۵۰۷

مارتن والدسیمولر (آلمانی: Martin Waldseemüller؛ زاده ۱۱ سپتامبر ۱۴۷۰ - درگذشته ۱۶ مارس ۱۵۲۲) یک نقشه‌نگار و کشیش اهل آلمان بود.
او در سال ۱۵۰۷ میلادی یک نقشهٔ جدید از جهان منتشر کرد. این اولین نقشه‌ای بود که سرزمینی را در مناطق غربی به عنوان یک قارهٔ جدید نشان می‌داد. والدسی مولر با ترسیم این نقشه مجبور شد برای این قاره جدید اضافه شده اسمی انتخاب کند، از آنجا که کار او ترسیم نقشه‌های جغرافیایی بر پایه اطلاعاتی بود که دریانوردان به او می‌دادند. وی بیشتر اطلاعات جغرافیایی مورد نیاز برای رسم نقشه‌هایش از قسمت غربی را از دریانوردان و همراهان گروه آمریگو وسپوچی دریافت می‌کرد. و به غلط گمان کرد که امریگو وسپوچی ایتالیایی آن قاره را کشف کرده در نقشه‌هایش به افتخار امریگو از نام آمریکا برای نامیدن قارهٔ جدید استفاده کرد.
نقشهٔ او بسیار متداول شد و نقشه‌نگاران دیگر از آن کپی کردند و به این ترتیب نامی که او برای این سرزمین جدید انتخاب کرده بود رواج یافت.
این نام به تدریج بر سر زبان‌ها افتاد و قارهٔ غربی به نام «قارهٔ آمریکا» خوانده شد.